# 李引泉
李引泉（1955年4月—），第十二屆至第十四屆港區全國人大代表，中國人民銀行研究生部經濟學碩士。現任招商局集團副總裁、招商局金融集團董事長、招商局中國基金董事長、招商局國際執行董事、招商銀行公司董事及招商局能源運輸股份有限公司董事。

## 曾任
- 中國農業銀行辦公室綜合處前副處長、處長
- 中國農業銀行國際業務部總經理助理、副總經理
- 中國農業銀行紐約分行籌備組組長
- 中國農業銀行人事教育部副總經理
- 中國農業銀行香港分行副總經理
- 招商局集團有限公司財務部總經理
- 招商局集團有限公司副財務總監